# Necropoli di Sos Laccheddos
La necropoli di Sos Laccheddos è un sito archeologico situato nel territorio di Sassari, nella Sardegna nord-occidentale. È suddivisa in due gruppi di tombe posti a breve distanza l'uno dall'altro, ubicate tra la strada statale 127 bis e la nuova strada provinciale dell'Anglona a qualche chilometro a est del capoluogo, in direzione di Osilo.
La necropoli, già nota da fine '800, venne catalogata più approfonditamente in uno studio condotto a metà del secolo scorso dall'archeologo Giuseppe Chelo. In quest'area furono segnalati anche altri gruppi di tombe, censiti come necropoli distinte ma probabilmente tutti appartenenti ad un unico comprensorio facente capo al vasto insediamento preistorico di Abealzu. I numerosi ed importanti materiali eneolitici rinvenuti in loco, unitamente ai ritrovamenti di Filigosa (Macomer) diedero il nome alla cultura di Abealzu-Filigosa.
Alle 32 tombe censite nel suddetto lavoro altre 19 si aggiunsero in seguito ad indagini più recenti. La totalità degli ipogei sono del tipo a domus de janas suddivise in quattro necropoli - Sos Laccheddos, Calancoi, Badde Inza e Monte Barcellona - racchiuse in un'area di circa due chilometri quadrati.

## Descrizione
La necropoli di Sos Laccheddos si trova tra quelle di Monte Barcellona e Calancoi. È l'aggregazione più numerosa: è infatti composta da 23 domus, quasi tutte pluricellulari, convenzionalmente suddivise in due gruppi, nord-ovest e sud-est, che constano rispettivamente di 15 e otto tombe, tutte ricavate nel tenero calcare miocenico del Sassarese.

La gran parte degli ipogei si presenta in cattive condizioni, rovinata a causa di scassi effettuati in riusi successivi. Le tombe V (monumentale) e XV (unica del tipo ad ingresso a pozzetto) sono state oggetto di specifiche indagini.